# شهرستان اولتسکو
شهرستان اولتسکو (به لهستانی: Powiat Olecko) یک شهرستان در لهستان است که در استان وارمی-ماسوری واقع شده‌است. شهرستان اولتسکو ۸۷۳٫۸۳ کیلومتر مربع مساحت و ۳۴٬۲۱۵ نفر جمعیت دارد.